# جاستن جونز (لاعب كرة قدم أمريكية)
جاستن جونز (بالإنجليزية: Justin Jones)‏ هو لاعب كرة قدم أمريكية أمريكي، ولد في 28 أغسطس 1996 في ذا برونكس في الولايات المتحدة.

## وصلات خارجية
- جوستين جونز على موقع مرجع كرة القدم المحترفة.كوم (الإنجليزية)